# Integracja systemów
Integracja systemów – proces polegający na zespoleniu systemów tak, aby mogły one korzystać nawzajem ze swoich zasobów, takich jak pliki lub urządzenia.
W miarę zwiększania się złożoności systemów i obejmowania przez nie coraz to nowych dziedzin życia (rozwój informatyki w ostatnich 50 latach, burzliwy rozwój biurokracji w ostatnim stuleciu), integracja systemów nabiera coraz większego znaczenia. 

## Integracja w informatyce
Integracja w informatyce to całokształt działań zmierzających do scalenia (spójności) rozwiązań informatycznych uzyskanych na zasadzie synergii. Wyróżnia się kilka jej odmian:
- integracja aplikacji – działania związane z wdrażaniem rozwiązań specjalizowanego oprogramowania (branżowych),
- integracja danych – działania mające na celu eliminowanie z bazy danych powtórzeń oraz elementów zbędnych (w miarę użytkowania dane wykazują tendencję do dezintegracji),
- integracja sieciowa – działania związane z instalacją sieci lokalnych i rozległych, okablowania strukturalnego, światłowodów itp,
- integracja systemowa – działania z zakresu instalowania systemów operacyjnych, baz danych, oprogramowania biurowego, komunikacyjnego, okablowania strukturalnego, aktywnych urządzeń sieciowych, urządzeń pamięci masowych, łączy internetowych, kontroli dostępu, zasilania, instalacji alarmowych itp.

W dziedzinach związanych z informatyką i biznesem działalnością integratorską zajmują się specjalnie zakładane w tym celu firmy, zaś koszty integracji rozwiązań są często wyższe niż koszty elementów składowych systemu.
Na przykład przedsiębiorstwo może posiadać bazę danych zawierającą stany magazynowe. Jednocześnie może posiadać witrynę internetową, która powstała osobno. Integracja tych systemów daje możliwość, aby witryna internetowa korzystała z bazy magazynowej i informowała internautów o dostępności towarów.
Innym przykładem, szczególnie często obecnym w praktyce, jest konieczność zapewnienia współpracy systemów komputerowych produkowanych przez różnych dostawców, na przykład możliwości drukowania na drukarce firmy A przez oprogramowanie firmy B. Aby doszło do integracji takich systemów wprowadzana jest często standaryzacja, czyli ujednolicenie rozwiązań, której historia, jak nadmieniono powyżej, jest starsza niż historia informatyki.

### Integracja systemów warstwy biznesowej i procesowej
Integracja systemów wymaga odpowiedniej dystrybucji zadań do rozproszonych podsystemów współpracujących ze sobą tak, aby współdziałały one ze sobą realizując określone zadania. W dziedzinie sterowania procesami najczęściej dokonywany jest podział systemów informatycznych w przedsiębiorstwie na tzw. klasy, zgodnie z rolą, jaką one realizują. Według tej klasyfikacji można wyróżnić następujące warstwy:
- Warstwa biznesowa, gdzie znajdują się systemy wspomagające zarządzanie zasobami przedsiębiorstwa, relacjami z klientem, dostawami, produktami. Tu często stosuje się systemy klasyfikujące się do jednej z następujących grup: ERP (ang. Enterprise Resource Planning), SCM (ang. Supply Chain Management), PLM (ang. Product Lifecycle Management).
- Systemy 'warstwy operacyjnej odpowiadają za wykonanie planów operacyjnych, widząc proces technologiczny (produkcję) jako pewną całość. Tu często stosuje się systemy klasyfikujące się do jednej z następujących grup: MES (ang. Manufacturing Execution Systems), SCADA (ang. Supervisory Control And Data Acquisition) oraz HMI (ang. Human Machine Interface).
- Warstwa produkcyjna (procesowa) złożona z autonomicznych wysp systemów automatyki odpowiedzialnych za bezpośrednie sterowanie urządzeniami produkcyjnymi. Typowym przedstawicielem tej warstwy są sterowniki PLC (ang. Programmable Logic Controller) oraz systemy DCS (ang. Distributed Control System).

Nie zawsze wszystkie warstwy są dobrze zdefiniowane z wyraźnie zaznaczonymi granicami kompetencyjnymi, natomiast zawsze występuje potrzeba komunikacji pionowej z warstwą procesową. Komunikacja ta wymaga rozwiązania wielu problemów, do których należą:
- zapewnienie odpowiedniego poziomu niezawodności,
- dotrzymanie limitów dla opóźnień czasowych,
- konieczność korzystania z różnorodnych mediów komunikacyjnych,
- konieczność pozyskiwania danych w różnych standardach komunikacyjnych – protokołach,
- zapewnienie otwartości systemu,
- jednolity model prezentacji danych.

Zastosowanie architektury obserwatora procesu pozwala na zintegrowanie różnych systemów informatycznych w przedsiębiorstwie. Generalnie, idea obserwatora procesu polega na utworzeniu jednolitego, spójnego modelu danych bieżących (utworzenie „obrazu” bieżącego stanu całej produkcji) i udostępnianie go aplikacjom biznesowym według ich potrzeb poprzez międzynarodowe standardy komunikacji (standard OPC) i wymiany danych. Zastosowanie serwera OPC, w roli obserwatora procesu, do integracji systemów w przedsiębiorstwie pozwala na usystematyzowanie struktury połączeń z warstwą procesową i pozyskiwanie danych w jednorodny, zgodny z międzynarodowymi standardami komunikacyjnymi sposób. Raz pobrane dane, służą wielu różnym systemom informatycznym. To istotnie podnosi efektywność pozyskiwania i transferu danych w przedsiębiorstwie.